# XIII Cos d'Exèrcit (Bàndol republicà)
El XIII Cos d'Exèrcit va ser una formació militar que formava part de l'Exèrcit Popular de la República i que va lluitar durant la Guerra Civil Espanyola. Situat al front de Terol, va arribar a prendre part en les campanyes de Terol i Llevant.

## Historial
La formació va ser creada al juny de 1937 sobre la base de l'antic Exèrcit d'operacions de Terol. El 2 d'agost de 1937 usant com a base algunes forces del XIII Cos es va crear el XIX Cos d'Exèrcit. Totes dues formacions van quedar assignades a l'Exèrcit de Llevant el 19 d'agost de 1937, cobrint diversos sectors del front de Terol.
Algunes de les seves unitats van arribar a prendre part en la batalla de Terol i, posteriorment, en la campanya del Llevant.

## Comandaments
Comandants
- coronel Jesús Velasco Echave;[3]
- coronel d'Infanteria José Balibrea Vera;[4]
- tinent coronel Fernando Salavera Camps;[3]
- tinent coronel d'artilleria Manuel Gallego Calatayud;[5]
- tinent coronel Carlos Romero Giménez;[6]
- comandant d'infanteria Fulgencio González Gómez;[7]

Comissaris
- Sergio Álvarez Ibáñez, del PSOE;[8]

Caps d'Estat Major
- tinent coronel d'Estat Major Federico Pérez Serrano;
- tinent coronel d'Estat Major José García Garnero;[9]
- comandant d'infanteria Máximo Jiménez Labrador;
- comandant d'infanteria Ángel García Rollán;
- comandant d'infanteria Manuel Bustos García;

## Ordre de batalla
| Data                | Exèrcit adscrit    | Divisions integrades | Front de batalla |
| Juny-Juliol de 1937 | —                  | 39a, 40a, 41a i 42a  | Conca-Terol      |
| Desembre de 1937    | Exèrcit de Llevant | 39a i 42a            | Conca-Terol      |
| Febrer de 1938      | Exèrcit de Llevant | 39a i 41a            | Conca-Terol      |
| 13 de maig de 1938  | Exèrcit de Llevant | 5a, 28a i 39a        | Conca-Terol      |
| 4 de juliol de 1938 | Exèrcit de Llevant | 28a i 65a            | Conca-Terol      |
| Agost de 1938       | Exèrcit de Llevant | 54a, 61a i 28a       | Conca-Terol      |
| 5 de març de 1939   | Exèrcit de Llevant | 25a i 67a            | Conca-Terol      |